# Puente Sommarøy
El Puente Sommarøy (en noruego: Sommarøybrua) es un puente en ménsula que conecta las islas de Kvaløya y Sommarøy en la zona de Hillesøy en el municipio de Tromsø en Troms, Noruega. 
El puente está hecho de concreto pretensado, tiene 522 m de largo y la sección más larga mide 120 m.
El puente tiene semáforos para prevenir accidentes, pero se ha reportado que no funcionan correctamente cuando hay mucho viento.